# 허민영
허민영(1992년 9월 15일 ~ )은 대한민국의 축구 선수이다.

## 선수 경력
한양공업고등학교 2학년 때 고등학교 3학년 대회인 서울시장기 대회 우승을 기여한 뒤 활약을 인정받아, 2010년 디나모 모스크바에 입단하였고, 1군 콜업도 되어 프리시즌 및 친선경기(상대 : 팔레스타인 국가대표팀)에서도 선발 출전하여 전반 45분 소화 후에 팀닥터의 권유(무릎부상)에 후반전 시작과 함께 교체되었다.
구단 내부의 알력 다툼으로 방출되었고, 다른 동유럽 국가 리그팀인 빅토리아 플젠에서 입단 테스트 제의가 왔고 프리시즌 경기 3경기 모두 선발출장하여 좋은 모습을 보여줘 세부 계약조건과 연봉을 책정하고 있던 도중 디나모 모스크바 측에서 계약에 없는 이적료를 요구하며 끝내 무산되었다.
2015년 청춘FC 헝그리 일레븐에 출연하였다. 청춘 FC 종영 후, 허민영은 내셔널리그인 대전 코레일에 합격되었다.
하지만 청춘fc 연장전에서 밝힌 근황에서는 대전코레일에 입단하지 않았으며 측근의 증언에 따르면 대전 코레일과의 계약 과정에서 계약조건이 마음에 들지 않아 입단하지 않았으며 현재는 지도자로 전향하였다고 전했다.(현재 남양주에서 축구선수레슨 전문 감독으로 활약중이다)

## 같이 보기
- 청춘FC 헝그리 일레븐